# State bureau of investigation
Uno state bureau of investigation (SBI, ufficio investigativo statale) è un'agenzia investigativa a livello statale negli Stati Uniti. Sono agenzie in borghese che di solito indagano su casi sia penali che civili che coinvolgono lo stato e/o più giurisdizioni. In genere forniscono anche supporto tecnico alle agenzie locali sotto forma di servizi di laboratorio e/o di registrazione, o per assistere direttamente nell'indagine dei casi su richiesta dell'agenzia locale.
Un SBI è l'equivalente di uno stato del Federal Bureau of Investigation, ma può includere anche una giurisdizione investigativa simile ad altre forze dell'ordine federali. Gli SBI indagano su tutti i casi loro assegnati dalle leggi del loro stato e di solito riferiscono al procuratore generale del loro stato o, in alcuni casi, direttamente al governatore del loro stato.
Gli SBI possono esistere anche indipendentemente o all'interno di un Dipartimento di Pubblica Sicurezza/Dipartimento di Giustizia statale (che è un'agenzia ombrello che coordina e/o controlla le varie forze dell'ordine a livello statale) o una forza di polizia statale (che è un'applicazione della legge generale agenzia).